# Championnat du Brésil de football 2008
Navigation
Saison précédente Saison suivante
La saison 2008 du Championnat du Brésil de football est la trente-huitième édition du championnat de première division au Brésil. Les vingt meilleurs clubs du pays disputent le championnat, joué sous forme d'une poule unique où toutes les équipes se rencontrent deux fois, à domicile et à l'extérieur. À l'issue de la saison, les quatre derniers du classement sont relégués et remplacés par les quatre meilleurs clubs de deuxième division.
C'est le club de São Paulo, double tenant du titre, qui est à nouveau sacré champion du Brésil cette saison après avoir terminé en tête du classement final, avec trois points d'avance sur Grêmio Porto Alegre et huit sur Cruzeiro EC. Il s’agit du sixième titre de champion du Brésil de l’histoire du club, qui est le premier à remporter trois titres consécutifs.

## Qualifications continentales
Le champion du Brésil et ses trois suivants au classement final se qualifient pour la Copa Libertadores 2009, tout comme le vainqueur de la Coupe du Brésil. Huit places sont distribuées pour la Copa Sudamericana 2009, principalement en fonction du classement final en championnat.

## Les clubs participants
| - Cruzeiro EC - Santos FC - São Paulo FC - Clube Atlético Mineiro - Grêmio Porto Alegre - SC Internacional - CR Flamengo - Goiás EC - Coritiba FC - Promu de D2 - Figueirense FC | - Atlético Paranaense - Ipatinga FC - Promu de D2 - Sport Club do Recife - CR Vasco da Gama - EC Vitória - Promu de D2 - Fluminense FC - Portuguesa de Desportos - Promu de D2 - Clube Náutico Capibaribe - SE Palmeiras - Botafogo |

## Compétition
Le barème utilisé pour établir les classements est le suivant :
- Victoire : 3 points
- Match nul : 1 point
- Défaite : 0 point

### Classement final
| Rang | Équipe                   | Pts | J  | G  | N  | P  | Bp | Bc | Diff |
| ---- | ------------------------ | --- | -- | -- | -- | -- | -- | -- | ---- |
| 1    | São Paulo T              | 75  | 38 | 21 | 12 | 5  | 66 | 36 | +30  |
| 2    | Grêmio Porto Alegre      | 72  | 38 | 21 | 9  | 8  | 59 | 35 | +24  |
| 3    | Cruzeiro EC              | 67  | 38 | 21 | 4  | 13 | 59 | 44 | +15  |
| 4    | SE Palmeiras             | 65  | 38 | 19 | 8  | 11 | 55 | 45 | +10  |
| 5    | CR Flamengo              | 64  | 38 | 18 | 10 | 10 | 67 | 48 | +19  |
| 6    | SC InternacionalCS       | 54  | 38 | 15 | 9  | 14 | 48 | 47 | +1   |
| 7    | Botafogo                 | 53  | 38 | 15 | 8  | 15 | 51 | 43 | +8   |
| 8    | Goiás EC                 | 53  | 38 | 14 | 11 | 13 | 57 | 47 | +10  |
| 9    | Coritiba FCP             | 53  | 38 | 14 | 11 | 13 | 55 | 48 | +7   |
| 10   | EC VitóriaP              | 52  | 38 | 15 | 7  | 16 | 48 | 44 | +4   |
| 11   | Sport Club do RecifeC    | 52  | 38 | 13 | 10 | 14 | 48 | 45 | +3   |
| 12   | Clube Atlético Mineiro   | 48  | 38 | 12 | 12 | 14 | 50 | 61 | -11  |
| 13   | Atlético Paranaense      | 45  | 38 | 12 | 9  | 17 | 45 | 54 | -9   |
| 14   | Fluminense FC            | 45  | 38 | 11 | 12 | 15 | 49 | 48 | +1   |
| 15   | Santos FC                | 45  | 38 | 11 | 12 | 15 | 44 | 53 | -9   |
| 16   | Clube Náutico Capibaribe | 44  | 38 | 11 | 11 | 16 | 44 | 54 | -10  |
| 17   | Figueirense FC           | 44  | 38 | 11 | 11 | 16 | 49 | 72 | -23  |
| 18   | CR Vasco da Gama         | 40  | 38 | 11 | 7  | 20 | 56 | 72 | -16  |
| 19   | Portuguesa de DesportosP | 38  | 38 | 9  | 11 | 18 | 48 | 70 | -22  |
| 20   | Ipatinga FCP             | 35  | 38 | 9  | 7  | 21 | 37 | 66 | -29  |

|  | Qualification pour la Copa Libertadores 2009                                                                                       |
|  | Qualification pour la Copa Libertadores 2009 (tour préliminaire)                                                                   |
|  | Qualification pour la Copa Sudamericana 2009                                                                                       |
|  | Relégation directe en deuxième division                                                                                            |
|  | T : Tenant du titre CS : Vainqueur de la Copa Sudamericana 2008 C : Vainqueur de la Coupe du Brésil P : Promu de deuxième division |

## Bilan de la saison
| Championnat du Brésil de football 2008 | |
| Champion                               | São Paulo FC (6e titre) |
| Coupes et trophées                     | |
| Vainqueur de la Coupe du Brésil 2008   | Sport Club do Recife |
| Qualifications continentales           | |
| Copa Libertadores 2009                 | São Paulo FC Grêmio Porto Alegre Cruzeiro EC SE Palmeiras (tour préliminaire) Sport Club do Recife (vainqueur de la Coupe du Brésil)             |
| Copa Sudamericana 2009                 | SC Internacional (tenant du titre) CR Flamengo Fluminense FC Clube Atlético Mineiro Goiás EC Atlético Paranaense Botafogo Coritiba FC EC Vitória |
| Promotions et relégations              | |
| Promus en Brasileiro                   | Avaí FC |
| Promus en Brasileiro                   | Grêmio Barueri |
| Promus en Brasileiro                   | Corinthians |
| Promus en Brasileiro                   | EC Santo André |
| Relégués en Serie B                    | Figueirense FC |
| Relégués en Serie B                    | Ipatinga FC |
| Relégués en Serie B                    | Portuguesa de Desportos |
| Relégués en Serie B                    | CR Vasco da Gama |